# Galardón al Mérito en Jardinería

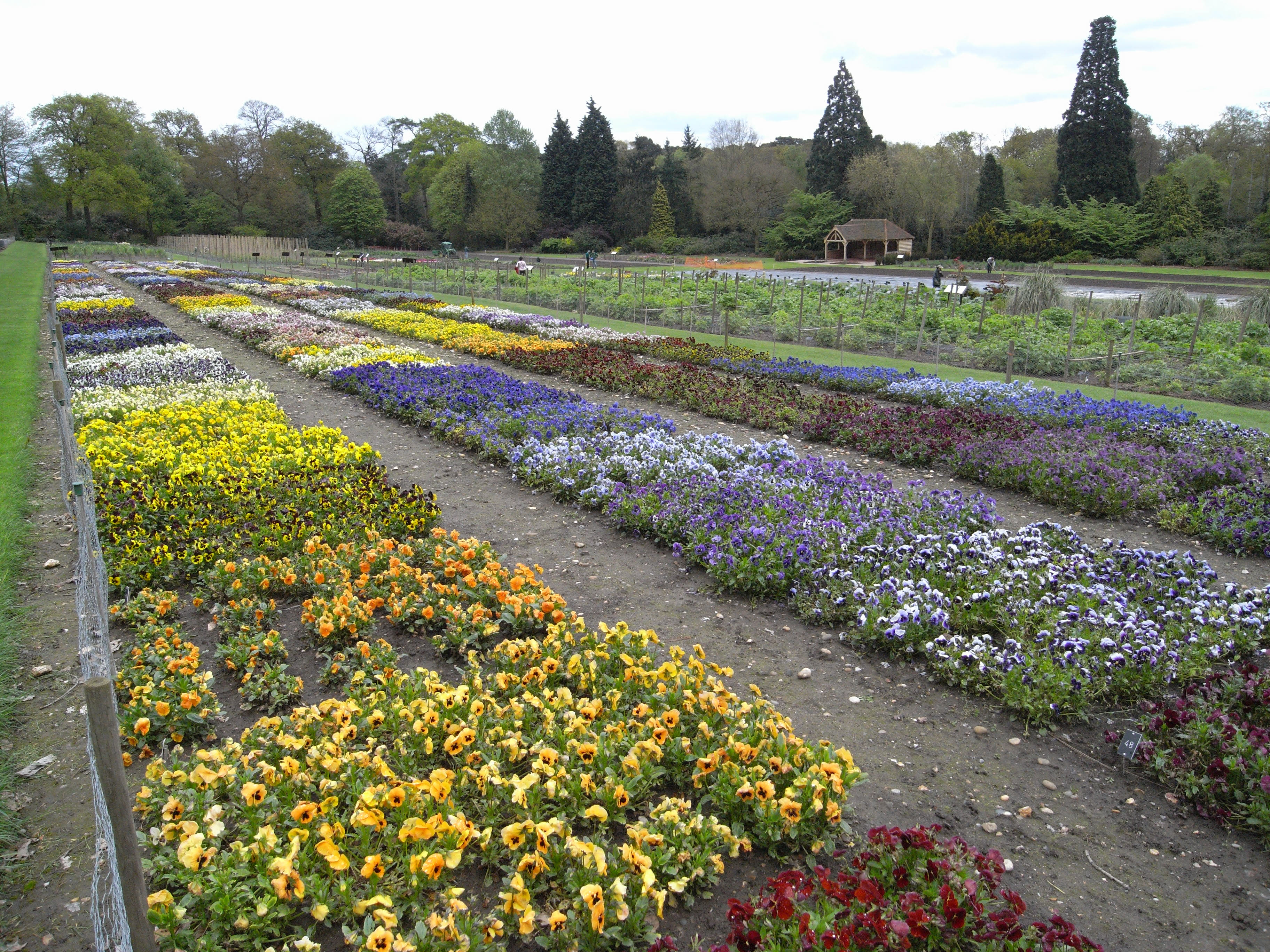
Ensayos de campo en RHS Wisley que muestra algunos de los cientos de variedades evaluadas para la "Award of Garden Merit".

El Galardón al Mérito en Jardinería (en inglés Award of Garden Merit, o AGM) es una marca de calidad otorgado a las plantas de jardín por la Royal Horticultural Society (RHS) Británica. Los galardones se otorgan anualmente en evaluaciones de plantas destinadas a juzgar el rendimiento de las plantas en las condiciones de crecimiento del Reino Unido. Las pruebas pueden durar uno o más años, dependiendo del tipo de planta que se está probando, y pueden ser realizadas en el RHS Garden, Wisley, o en otros jardines RHS o después de la observación de plantas en colecciones especializadas. Informes de los ensayos se hacen disponibles como folletos y en la página web RHS. Los premios son revisados periódicamente en las plantas en caso de estar galardonadas han de estar disponibles horticolamente, o si han sido sustituidas más recientemente, por unos cultivares de superiores cualidades.
Para ser calificada para el Award of Garden Merit, una planta
- Debe estar disponible horticolamente
- Debe ser de excelencia excepcional para la decoración del jardín o uso económico
- Debe ser de buena constitución
- No se debe requerir condiciones de crecimiento altamente especializadas o de atención
- No deben ser particularmente susceptibles a cualquier plaga o enfermedad
- No debe estar sujeta a un grado razonable de reversión.

El símbolo del AGM representa un trofeo con asas con forma de copa. Se cita junto con una Evaluación de la Rusticidad de las plantas de la siguiente manera:
- 'H1' Requiere un invernadero con calefacción ( invernadero caliente, la temperatura mínima de 15 °C; caliente, mínima 10 °C; genial, mínimo 2 °C)
- 'H2' Requiere un invernadero sin calefacción
- 'H3' Rústica fuera en algunas regiones o situaciones, o que - si bien por lo general se cultiva en exterior en verano - necesita protección contra las heladas en invierno (por ejemplo, dalias)
- 'H4' Rústica a lo largo de las Islas Británicas
- 'H1-2' intermedio entre H1 y H2
- 'H2-3' intermedio entre H2 y H3
- 'H3-4' intermedio entre H3 y H4
- '+3' H1 La exigencia de un invernadero más caliente que el anterior, pero puede ser cultivada fuera en verano.

Desde 1989, en Francia se han convocado premios similares llamados Mérites de Courson, pero éstas provienen de un número limitado de plantas presentadas por los viveristas a los jurados durante dos años a las "Journées des Plantes de Courson" y los premios se basan únicamente en las opiniones de los miembros del jurado como al posible rendimiento de las plantas en los jardines franceses, en lugar de en extensas pruebas.